# Levente Lőrincz
Levente Lőrincz (* 5. Januar 1986 in Miercurea Ciuc) ist ein ehemaliger rumänischer Eishockeyspieler, der mit der rumänischen Nationalmannschaft an je einer Weltmeisterschaft der Division I und der Division II teilnahm.

## Karriere

### Club
Levente Lőrincz, der der ungarischsprachigen Minderheit der Szekler in Rumänien angehört, begann seine Karriere beim HC Csíkszereda, für den er zunächst in der rumänischen Eishockeyliga und 2007/08 in der ungarischen Eishockeyliga spielte. 2009 gewann er mit seiner Mannschaft die erste Austragung der MOL Liga. Als sich der HC Csíkszereda im Anschluss an den Titelgewinn aus finanziellen Gründen auflöste, wechselte Lőrincz zum SCM Fenestela 68 Brașov (seit 2010: ASC Corona 2010 Brașov), wo er überwiegend in der MOL Liga spielte, aber auch in der rumänischen Liga eingesetzt wurde. Nachdem er 2013 mit dem Team aus Kronstadt den rumänischen Eishockeypokal gewinnen konnte, wechselte er zum CSM Dunărea Galați, für den er in der Rumänischen Liga auf dem Eis steht und mit dem er 2015 seinen und des Klubs ersten rumänischen Meistertitel erringen konnte. 2016 konnte er mit seinem Klub den Titel erfolgreich verteidigen und zudem erneut Pokalsieger werden. 2020 wechselte er zu Steaua Bukarest, wo er 2022 seine Karriere bbeendete.

### International
Lőrincz spielt international im Gegensatz zu anderen Szeklern, die für Ungarn antreten, für sein Geburtsland Rumänien. Bereits im Juniorenbereich war er bei Weltmeisterschaften aktiv: Er nahm an den U18-Weltmeisterschaften 2003 in der Division II und 2004 in der Division I sowie an den U20-Weltmeisterschaften 2004, 2005 und 2006 jeweils in der Division II teil.
Sein Debüt in der Herren-Nationalmannschaft gab Lőrincz hingegen erst bei der Weltmeisterschaft 2015 in der Division II und erreichte dort den Aufstieg in die Division I, in der er bei der Weltmeisterschaft 2016 spielte. Zudem vertrat er seine Farben bei der Olympiaqualifikation für die Winterspiele in Pyeongchang 2018.

## Erfolge
- 2003 Aufstieg in die Division I bei der U18-Weltmeisterschaft der Division II, Gruppe B
- 2009 Gewinn der MOL Liga mit dem HC Csíkszereda
- 2013 Rumänischer Pokalsieger mit dem ASC Corona 2010 Brașov
- 2015 Rumänischer Meister mit dem CSM Dunărea Galați
- 2015 Aufstieg in die Division I, Gruppe B, bei der Weltmeisterschaft der Division II, Gruppe A
- 2016 Rumänischer Meister und Pokalsieger mit dem CSM Dunărea Galați

## MOL-Liga-Statistik
(Stand: Ende der Saison 2016/17)